# Атанас Кадирев
Атанас Иванов Кадирев е български генерал-майор от Държавна сигурност.

## Биография
Роден е на 25 декември 1931 г. в старозагорското село Славянин. През 1959 г. е част от първия съвет на Българския съюз за физкултура и спорт в Кърджали. От 18 юли 1964 г. е заместник-началник на отделение, а през декември вече е началник на отделение. През 1973 г. заминава за СССР на 5 месечен курс в школата на КГБ. След завръщането си е назначен за заместник-началник на отдел. От 12 март 1979 г. е първи заместник-началник на Окръжното управление на МВР-Кърджали, отговарящ за Държавна сигурност. През 1977 г. е назначен в „Групата за контрол и помощ“ при МВР. В периода 15 януари 1982 – 1 юни 1989 е началник на Окръжното управление на МВР-Кърджали. От 5 март 1982 г. е член на Бюрото на ОК на БКП в Кърджали. Между 1 юни 1989 г. и 5 февруари 1990 г. е заместник-началник на Централното информационно-организационно управление на МВР (ЦИОУ). Награждаван е с орден „Народна република България“ – първа степен.